# MMC (영화관)
MMC(My Megaplex Cinemas)는 (유)만경관에서 운영하였던 멀티플렉스 영화관 프랜차이즈 브랜드였다.
본래 ㈜엠엠시네마가 MMC 상표를 제작하여 프랜차이즈 본사로 있었으나, 본래 본사였던 엠엠시네마의 MMC 동대문은 2009년 10월 20일에 폐관하였다가 2017년 CGV 동대문으로 전환됐다. MMC 부산대는 2011년 CGV 부산대로 바뀌었고, MMC 부천은 2013년 메가박스 부천MMC로 전환됐다가 2014년에 CGV 부천역으로 또다시 전환됐다. 이후에는 대구광역시 중구 종로1가 소재 MMC 만경관을 운영하는 (유)만경관이 프랜차이즈 본사로 존재하고 있으며, 2013년 12월 20일 리모델링을 거쳐 재개관하면서 MMC에서 CINEMA 1922 만경관으로 극장명을 바꾸고 입장권 가격도 일반 성인 기준으로 9,000원으로 인상하였다. 따라서 현재 MMC 브랜드를 사용하는 멀티플렉스 극장은 없다.

## 특징
국내 최초로 24시간 영화를 상영하고 좌석 자유선택 시스템을 도입하여 영화를 원하는 시간에 원하는 자리에서 볼 수 있는 맞춤형 극장이다. 디지털 서라운드 입체 음향시설, 자동 영사 시스템을 갖추었다. MMC도 CJ CGV, 메가박스처럼 입장권을 영수증화하고 있다.
홈페이지에서 예매할 때 자체 예매 시스템이 아닌 인터파크의 전산망으로 곧바로 연결되므로 수수료 500원이 추가로 부과된다.

## CINEMA 1922 만경관
- 1922년 개관, 2002년 MMC만경관으로 변경, 2013년 현재 상호로 변경.
- 소재지: 대구광역시 중구 국채보상로 547(종로1가 29-4)
- 규모: 9관/859석
- 2013년 10월 7일 리모델링으로 휴관
- 2013년 12월 20일 재개관
- 2018년 4월 26일 롯데시네마와 제휴하면서 상호를 롯데시네마 프리미엄 만경으로 변경.
- 2024년 4월 22일 메가박스와 제휴하면서 상호를 메가박스 프리미엄 만경관으로 변경.